# Marathon de Zermatt
Le marathon de Zermatt (baptisé depuis 2014 Gornergrat Zermatt Marathon) est un marathon qui a lieu depuis 2002 le premier samedi du mois de juillet à Zermatt en Suisse, quasiment au pied du Cervin. Il est (en termes de participation), le troisième marathon de montagne en Suisse après le marathon de la Jungfrau et le Swiss Alpine Marathon.

## Histoire
Inspirés par le succès du marathon de la Jungfrau qui se voit contraint de refuser des inscriptions, les directions du chemin de fer du Gornergrat et du Brig-Visp-Zermatt Bahn lancent le projet d'un marathon de montagne similaire à Zermatt. Un comité d'organisation dirigé par Waldemar Schön se met en place et trace le parcours de 42,2 km qui relie Saint-Nicolas au Gornergrat,,. La première édition a lieu le 6 juillet 2002 et voit 1 051 participants prendre le départ.
En 2004, l'arrivée au Gornergrat est jugée trop problématique, notamment en raison des conditions météorologiques souvent glaciales au sommet. L'arrivée est abaissée à Riffelberg (en) à 2 582 m d'altitude.
Le 4 juillet 2009, le Néo-Zélandais Jonathan Wyatt s'élance pour la première fois sur le marathon. Fidèle à sa répution, il domine la course de bout en bout et s'impose aisément avec 18 minutes d'avance sur son plus proche poursuivant, le Finlandais Anssi Raittila. Il établit un nouveau record du parcours en 2 h 57 min 47 s et devient le premier homme à rallier l'arrivée en moins de trois heures.
En 2011, pour fêter la dixième édition de la manifestation, une nouvelle épreuve est ajoutée à l'événement. Baptisée Ultra Zermatt Marathon, elle permet aux coureurs de rejoindre le sommet du Gornergrat en parcourant 3,4 km et 514 m de plus que le marathon.
Un semi-marathon reliant Zermatt à Riffelberg est ajouté en 2014. Lors de cette édition, le Kényan Paul Maticha Michieka remporte sa troisième victoire d'affilée. Il s'impose en 2 h 55 min 4 s, battant de près de trois minutes le précédent record de Jonathan Wyatt.
L'édition 2015 accueille les championnats du monde de course en montagne longue distance. L'Italien Tommaso Vaccina et la Suissesse Martina Strähl sont titrés. Cette dernière bat le record féminin du parcours en 3 h 21 min 38 s,.
Les championnats d'Europe de course en montagne 2019 sont organisés dans le cadre de la manifestation sur un parcours spécifique de 10,1 km reliant Zermatt à Riffelberg. Le Britannique Jacob Adkin s'impose chez les hommes et chez les femmes, la Suissesse Maude Mathys remporte son troisième titre.
L'édition 2020 est annulée en raison de la pandémie de Covid-19.
En 2021, la Néerlandaise Nienke Brinkman s'impose pour sa seconde participation après avoir terminé sixième en 2019. Elle établit un nouveau record féminin en 3 h 19 min 43 s.
En 2022, une nouvelle épreuve rejoint le programme de la manifestation. Longue de 22 km, la TOP20RUN relie Zermatt au Gornergrat en passant par Sunnegga. Elle rejoint le calendrier de la Golden Trail National Series Allemagne/Autriche/Suisse.
L'édition 2024 est annulée à la suite des fortes intempéries qui ont touché le canton du Valais.

## Parcours
Le circuit débute à Sankt Niklaus, (altitude 1 116 m). Il chemine jusqu'à Zermatt (altitude 1 616 m) en remontant la vallée par les villages de Randa et Täsch. Après une boucle à travers Zermatt, lui fait absorber un dénivelé abrupt de 600 m environ jusqu'à Sunnegga, puis le parcours reste relativement plat vers Riffelalp à 2 222 m d'altitude. Il fait une courte course à côté de la Riffelalptram (la plus haute ligne de tramway de l'Europe) Le parcours offre une prenante vue sur le Cervin dans les trois derniers kilomètres, parallèlement à la voie de chemin de fer à crémaillère du Gornergrat Bahn et atteint l'arrivée du marathon sur le Riffelberg à 2 585 m d'altitude. Globalement, le circuit présente un dénivelé positif de 1 944 mètres de dénivelé et un dénivelé négatif de 444 mètres. L'ultramarathon (46 km ou plus exactement 45,595 km) poursuit la route jusqu'au Gornergrat à 3 089 m d'altitude.

## Vainqueurs
| Édition | Date             | Hommes                                              | Hommes                                              | Hommes                                              | Hommes                                              | Femmes                                              | Femmes                                              | Femmes                                              | Femmes                                              |
| ------- | ---------------- | --------------------------------------------------- | --------------------------------------------------- | --------------------------------------------------- | --------------------------------------------------- | --------------------------------------------------- | --------------------------------------------------- | --------------------------------------------------- | --------------------------------------------------- |
|         |                  | Rang                                                | Athlète                                             | Pays                                                | Temps                                               | Rang                                                | Athlète                                             | Pays                                                | Temps                                               |
| 1re     | 6 juillet 2002   | 1er                                                 | Stefan Tassani-Prell                                | Allemagne                                           | 3 h 34 min 29 s 5                                   | 22e                                                 | Carolina Reiber                                     | Suisse                                              | 4 h 2 min 45 s 0                                    |
| 2e      | 5 juillet 2003   | 1er                                                 | Billy Burns                                         | Royaume-Uni                                         | 3 h 17 min 8 s 1                                    | 15e                                                 | Carolina Reiber — 2e victoire                       | Suisse                                              | 3 h 45 min 24 s 5                                   |
| 3e      | 3 juillet 2004   | 1er                                                 | Jean-Yves Rey                                       | Suisse                                              | 3 h 9 min 44 s 7                                    | 20e                                                 | Nathalie Etzensperger                               | Suisse                                              | 3 h 46 min 28 s 8                                   |
| 4e      | 2 juillet 2005   | 1er                                                 | Billy Burns — 2e victoire                           | Royaume-Uni                                         | 3 h 4 min 18 s 8                                    | 25e                                                 | Sylke Schmitz                                       | Allemagne                                           | 3 h 54 min 26 s 4                                   |
| 5e      | 8 juillet 2006   | 1er                                                 | Billy Burns — 3e victoire                           | Royaume-Uni                                         | 3 h 11 min 14 s 5                                   | 18e                                                 | Elizabeth Hawker                                    | Royaume-Uni                                         | 3 h 36 min 34 s 7                                   |
| 6e      | 7 juillet 2007   | 1er                                                 | Helmut Schießl                                      | Allemagne                                           | 3 h 6 min 31 s 8                                    | 12e                                                 | Elizabeth Hawker — 2e victoire                      | Royaume-Uni                                         | 3 h 32 min 48 s 7                                   |
| 7e      | 5 juillet 2008   | 1er                                                 | Gerd Frick                                          | Italie                                              | 3 h 11 min 22 s 4                                   | 21e                                                 | Elizabeth Hawker — 3e victoire                      | Royaume-Uni                                         | 3 h 45 min 19 s 6                                   |
| 8e      | 4 juillet 2009   | 1er                                                 | Jonathan Wyatt                                      | Nouvelle-Zélande                                    | 2 h 57 min 47 s 3                                   | 19e                                                 | Claudia Landolt                                     | Suisse                                              | 3 h 43 min 30 s 6                                   |
| 9e      | 10 juillet 2010  | 1er                                                 | Patrick Wieser                                      | Suisse                                              | 3 h 9 min 34 s 5                                    | 13e                                                 | Claudia Landolt — 2e victoire                       | Suisse                                              | 3 h 44 min 5 s 2                                    |
| 10e     | 9 juillet 2011   | 1er                                                 | Patrick Wieser — 2e victoire                        | Suisse                                              | 3 h 9 min 40 s 6                                    | 13e                                                 | Daniela Gassmann-Bahr                               | Suisse                                              | 3 h 32 min 12 s 2                                   |
| 11e     | 7 juillet 2012   | 1er                                                 | Paul Maticha Michieka                               | Kenya                                               | 2 h 59 min 54 s 9                                   | 9e                                                  | Daniela Gassmann-Bahr — 2e victoire                 | Suisse                                              | 3 h 29 min 13 s 1                                   |
| 12e     | 6 juillet 2013   | 1er                                                 | Paul Maticha Michieka — 2e victoire                 | Kenya                                               | 3 h 5 min 25 s 0                                    | 15e                                                 | Aline Camboulives                                   | France                                              | 3 h 31 min 26 s 9                                   |
| 13e     | 5 juillet 2014   | 1er                                                 | Paul Maticha Michieka — 3e victoire                 | Kenya                                               | 2 h 55 min 4 s 8                                    | 16e                                                 | Aline Camboulives — 2e victoire                     | France                                              | 3 h 29 min 36 s 3                                   |
| 14e     | 4 juillet 2015   | 1er                                                 | Tommaso Vaccina                                     | Italie                                              | 3 h 1 min 51 s 5                                    | 19e                                                 | Martina Strähl                                      | Suisse                                              | 3 h 21 min 38 s 4                                   |
| 15e     | 2 juillet 2016   | 1er                                                 | Patrick Wieser — 3e victoire                        | Suisse                                              | 3 h 6 min 58 s 4                                    | 9e                                                  | Aline Camboulives — 3e victoire                     | France                                              | 3 h 35 min 44 s 5                                   |
| 16e     | 1er juillet 2017 | 1er                                                 | Eric Blake                                          | États-Unis                                          | 3 h 6 min 36 s 3                                    | 15e                                                 | Ivana Iozzia                                        | Italie                                              | 3 h 39 min 55 s 3                                   |
| 17e     | 7 juillet 2018   | 1er                                                 | Robbie Simpson                                      | Royaume-Uni                                         | 3 h 0 min 39 s 8                                    | 8e                                                  | Ivana Iozzia — 2e victoire                          | Italie                                              | 3 h 36 min 20 s 6                                   |
| 18e     | 6 juillet 2019   | 1er                                                 | Benedikt Hoffmann                                   | Allemagne                                           | 3 h 4 min 59 s 0                                    | 16e                                                 | Aline Camboulives — 4e victoire                     | France                                              | 3 h 50 min 0 s 2                                    |
| -       | 4 juillet 2020   | Course annulée en raison de la pandémie de Covid-19 | Course annulée en raison de la pandémie de Covid-19 | Course annulée en raison de la pandémie de Covid-19 | Course annulée en raison de la pandémie de Covid-19 | Course annulée en raison de la pandémie de Covid-19 | Course annulée en raison de la pandémie de Covid-19 | Course annulée en raison de la pandémie de Covid-19 | Course annulée en raison de la pandémie de Covid-19 |
| 19e     | 3 juillet 2021   | 1er                                                 | Benedikt Hoffmann — 2e victoire                     | Allemagne                                           | 3 h 2 min 24 s 8                                    | 6e                                                  | Nienke Brinkman                                     | Pays-Bas                                            | 3 h 19 min 42 s 8                                   |
| 20e     | 2 juillet 2022   | 1er                                                 | Petter Engdahl                                      | Suède                                               | 3 h 5 min 54 s 6                                    | 12e                                                 | Ivana Iozzia — 3e victoire                          | Italie                                              | 3 h 40 min 4 s 4                                    |
| 21e     | 1er juillet 2023 | 1er                                                 | Benedikt Hoffmann — 3e victoire                     | Allemagne                                           | 3 h 5 min 0 s 7                                     | 6e                                                  | Laura Hottenrott                                    | Allemagne                                           | 3 h 26 min 57 s 7                                   |
| -       | 6 juillet 2024   | Course annulée en raison des intempéries            | Course annulée en raison des intempéries            | Course annulée en raison des intempéries            | Course annulée en raison des intempéries            | Course annulée en raison des intempéries            | Course annulée en raison des intempéries            | Course annulée en raison des intempéries            | Course annulée en raison des intempéries            |
| 22e     | 5 juillet 2025   | 1er                                                 | Sven Koch                                           | Allemagne                                           | 3 h 16 min 52 s 4                                   | 5e                                                  | Laura Hottenrott — 2e victoire                      | Allemagne                                           | 3 h 32 min 30 s 0                                   |

 Record de l'épreuve